# Eupogonius maculicornis
Eupogonius maculicornis là một loài bọ cánh cứng trong họ Cerambycidae.